# Malaventure
Malaventure ou Mystère sur la 2 est une série télévisée française en 24 épisodes de 13 minutes, créée par Pierre Billard, réalisée par Joseph Drimal, et diffusée à partir du 13 août 1974 sur Antenne 2. Dans les rôles principaux: Michael Lonsdale, Claude Jade, Michel Vitold, Claude Melki, Marion Game, Sabine Glaser ... 
Série télévisée diffusée à partir du mardi 9 avril 1974 à la RTB, Télévision belge francophone 

## Synopsis
4 histoires de 6 épisodes de 13 minutes.
- Histoire 1 : Aux innocents les mains pleines

M. Robert est un homme tranquille jusqu'à ce qu'il gagne un très gros tiercé en y jouant pour la 1re fois. Naïvement il accepte de se faire photographier lors de la remise du chèque.
- Histoire 2 : Dans l'intérêt des familles

M. Mortier vient demander à la police de l'aider à retrouver sa femme amnésique qui apparemment a été enlevée dans leur maison.
- Histoire 3 : Monsieur Seul

Un Homme d'une cinquantaine d’années passe une petite annonce dans le journal : "Monsieur 58 ans, sentimental, revenus confortables, souhaite rencontrer vu mariage jeune femme affectueuse". Dans le même temps notre homme achète une collection de faux diamants. Une jeune professeure d'angélisme et orpheline, Hélène, s'acharne à le retrouver. Il semble qu'Hélène poursuive ses propres objectifs...
- Saison 4 : Un plat qui se mange froid

Mao, le chat de Mme Brunet, a disparu.

## Distribution

### Aux innocents les mains pleines
- Claude Melki : M. Robert
- Marion Game : Myriam
- Fernand Sardou :
- Jackie Rollin :
- Jacques Marin :
- Jacques Coudert :
- Daniel Dancourt :
- Marcelle Arnold :
- André Le Gall :
- Paul Wagner :
- Henri Czarniak :
- Jean Mourat :
- Daniel Dadzu :
- Claudy Damon :
- Jean Farina :
- Jean Degrave :
- Jean Toscan :
- Théo Savon :
- Georges Russo :
- Georges Alban :
- Georges Rostan :
- Claude Robin :

### Dans l'interet des familles
- Michael Lonsdale : Georges Mortier
- Louise Conte :
- Catherine Ciriez :
- Maurice Vallier :
- Jacques Dhery :
- Philippe Dumat :
- Christian Bouillette :
- Jean-Marie Robin :
- Guy Marly :
- Raoul Curet :
- Maurice Biraud :
- Joëlle Bernard :
- Sabine Glaser :
- Catherine Watteau :
- Bernard Dumaine :
- Régine Teyssot :
- Bob Asklof :

### Monsieur seul
- Michel Vitold : Georges Mirecourt
- Claude Jade : Hélène
- Mony Dalmes : Irène
- Bernadette Lange : La dame des PTT
- Karen Blanguernon : Geneviève
- Bernard La Jarrige : Le concierge
- Florence Blot : sa femme
- Fernand Berset : L'opticien
- Michel Muller : Le mécanicien
- Jean Parédès : Le vendeur de pierres
- Sylvie Fontaine : Nicole
- Jacqueline Duvanel : Lucienne
- Bruno Balp : Legrand
- Gérard Victor : Maréchal
- Serge Berry : Le préfet de police
- Jean-Pierre Ducos : Un inspecteur
- Jacques Disses : Un inspecteur

### Un plat qui se mange froid
- Monique Tarbès :
- André Valtier :
- Julia Dancourt :
- Maurice Travail :
- Simone Bach :
- Françoise Bonneau :
- Jean-Pierre Moreux :
- François Brincourt :
- Juliette Faber :
- Catherine Ohotnikoff :
- Robert Delarue :
- Bruno Hery :
- Albert Michel :
- Roger Riffard :
- Jacques Monod :
- François Brincourt :
- François Borysse :
- Jacques Ciron :
- Jean-Paul Tribout : Morance
- Paul Mercey :
- Paulette Dubost :
- Pierre-François Lizee :